# Герб Бахмутського району
Герб Бахмутського району — офіційний символ Бахмутського району Донецької області, затверджений рішенням № 3/16-1 сесії районної ради від 17 липня 2001 року.

## Опис
Щит перетятий двічі на лазурове, зелене і чорне поля. На перетині перших двох полів покладене золоте коло Сонця з вісьмома променями у вигляді колосків. У центрі чорного поля — срібний знак солі. Щит облямований вінком із гілок яблуні, оповитим лазуровою стрічкою з золотим написом «Артёмовский район» (стара назва району).
Автор — О. Недорізова. Комп'ютерна графіка — В. М. Напиткін.